# Anosia wetterensis
Anosia wetterensis är en fjärilsart som beskrevs av Hans Fruhstorfer 1899. Anosia wetterensis ingår i släktet Anosia och familjen praktfjärilar. Inga underarter finns listade i Catalogue of Life.